# Kiichiro Higuchi
Kiichiro Higuchi (Minamiawaji, 20 agosto 1888 – 11 ottobre 1970) è stato un generale giapponese dell'esercito imperiale giapponese durante la seconda guerra mondiale.

## Biografia
È nato in quella che ora fa parte della città di Minamiawaji sull'isola di Awaji, nella prefettura di Hyōgo, il maggiore di nove fratelli. Quando aveva undici anni, i suoi genitori divorziarono e fu cresciuto dalla famiglia di sua madre. Come giovane ufficiale, è stato inviato come addetto militare in Polonia. Grazie alla fluidità nella lingua russa, Higuchi fu successivamente inviato in Manciuria con l'armata del Kwantung. Higuchi era uno stretto confidente del generale Kanji Ishiwarae del generale Korechika Anami.
Dal 1933 al 1935 fu comandante del 41º reggimento di fanteria IJA, dal 1935 al 1937 fu capo di stato maggiore della 3ª divisione IJA. Fu inviato in Germania come parte di una delegazione militare nel 1937.
In qualità di generale e comandante del territorio occupato dai giapponesi nel 1937-1938, con l'aiuto di Yōsuke Matsuoka, permise a molti rifugiati ebrei che erano fuggiti dalla Germania nazista di attraversare il confine dall'URSS verso Manzhouli (una città nello stato fantoccio giapponese del Manciukuò), in un evento che in seguito divenne noto come l'incidente di Otpor. I subordinati di Higuchi erano responsabili dell'alimentazione dei rifugiati, del loro insediamento ad Harbin o Shanghai e dell'organizzazione dei visti di uscita. Il generale Hideki Tōjō, allora capo di stato maggiore dell'armata del Kwantung, era in accordo con il punto di vista di Higuchi secondo cui la politica tedesca contro gli ebrei era una seria preoccupazione umanitaria. Il luogotenente di Higuchi, Norihiro Yasue, sostenne la protezione dei rifugiati ebrei davanti al generale Seishiro Itagaki, il che portò alla creazione del Japanese Jewish Policy Program nel 1938.
Richiamato in Giappone alla fine del 1938, Higuchi è stato assegnato come comandante della 9ª Divisione IJA nel 1939. Nel 1942, è stato promosso a tenente generale e assegnato alla 5ª Armata di base a Sapporo. Ha partecipato alla campagna delle Isole Aleutine, comprese i disastri della battaglia di Attu e dell'Operazione Cottage. In seguito, come comandante dell'Esercito del Distretto settentrionale ha organizzato le difese del nord del Giappone contro l'invasione da parte delle forze alleate, fortificando l'isola di Šumšu nelle Isole Curili, e la difesa dell'isola di Sakhalin.